# Уругвай на літніх Олімпійських іграх 2012
Уругвай на літніх Олімпійських іграх 2012 представляло 29 спортсменів.

## Академічне веслування
Чоловіки
| Спортсмени                         | Дисципліна               | Відбіркові заїзди | Відбіркові заїзди | Втішний заїзд | Втішний заїзд | Чвертьфінали | Чвертьфінали | Півфінали | Півфінали | Фінал   | Фінал |
| Спортсмени                         | Дисципліна               | Час               | Місце             | Час           | Місце         | Час          | Місце        | Час       | Місце     | Час     | Місце |
| ---------------------------------- | ------------------------ | ----------------- | ----------------- | ------------- | ------------- | ------------ | ------------ | --------- | --------- | ------- | ----- |
| Родольфо Кольясо Еміліано Думестре | Парні двійки, легка вага | 6:58.63           | 4                 | 6:51.67       | 5             | Н/Д          | Н/Д          | 7:11.20   | 3         | 6:51.94 | 16    |